# Allan McLeod Cormack
Allan MacLeod Cormack (Johannesburg, 1924. február 23. – Winchester, Massachusetts,  1998. május 7.) dél-afrikai/amerikai fizikus. 1979-ben Godfrey Hounsfielddel közösen elnyerte az orvostudományi Nobel-díjat a komputertomográf kifejlesztéséért.

## Pályafutása
Allan M. Cormack 1924. február 23-án született a dél-afrikai Johannesburgban. Apja George Cormack mérnök, anyja Amelia MacLeod Cormack tanárnő volt. Szülei röviddel az első világháború előtt költöztek Skóciából Dél-Afrikába, Allan három gyermekük közül a legfiatalabb volt. A posta szolgálatában álló apja miatt sokat költözködtek az országban, de miután apja 1936-ban meghalt, a család Fokvárosban telepedett le. Allan az iskolában a csillagászat iránt érdeklődött, de apja és bátyja példáját követve végül mégis villamosmérnöknek kezdett tanulni a Fokvárosi Egyetemen. Néhány év múlva átváltott fizikára és ebből szerezte előbb BSc, majd 1945-ben MSc oklevelét.
1947-ben a Cambridge-i Egyetemen, a St. John's College-ben kezdett el PhD-diákként kutatni az atombombán is dolgozó Otto Frisch felügyeletével. Témája a hélium 6-os izotópja volt, de munkáját nem fejezte be, mert megismerkedett egy amerikai diáklánnyal, Barbara Seavey-vel és hogy összeházasodhassanak, jobban fizető állást kellett keresnie. 1950-ben menyasszonyával visszatért a Fokvárosi Egyetemre, ahol előadói állást kapott.
Atomfizikai kutatásait megfelelő felszerelés (ciklotron) hiányában fel kellett függesztenie, egészen 1956-ig, amikor kutatói szabadságot vett ki és a Harvard Egyetem ciklotronján dolgozhatott. Amerikai tartózkodása idején elfogadta a Tufts University állásajánlatát, és ott is maradt egész pályafutása alatt. 1964-ben professzorrá nevezték ki, 1968 és 1976 között pedig ő volt a fizikai tanszék vezetője. 1966-ban megkapta az amerikai állampolgárságot.  

## A komputertomográf kifejlesztése
Cormack alapvető érdeklődési területe a mag- és részecskefizika maradt, csak mellékesen foglalkozott a röntgenkrisztallográfia és tomográfia elméleti alapjaival. Elképzelése az volt, hogy a testről különböző szögekből röntgenfelvételeket lehet készíteni és ezeket számítógéppel kielemezve, modellezni lehet a szervezet belső felépítését. 1963-ban és 1964-ben közölte addigi eredményeit, de nem keltett velük feltűnést. Csak 1970-72-ben tért vissza az elképzeléshez, amikor a technika fejlődése lehetővé tette a gyakorlati megvalósítást. Az első működő komputertomográfot Cormacktól függetlenül egy brit mérnök, Godfrey Hounsfield készítette el 1972-ben. 1979-ben mindketten orvostudományi Nobel-díjban részesültek. Korábban soha nem dolgoztak együtt, a díjátadón találkoztak először. A díj odaítélését illetően sem volt egyetértés, egyikük sem volt híres tudós, sőt Hounsfieldnek doktorátusa sem volt. A díjátadón Cormack megjegyezte: Nem túlzás azt állítani, hogy azt amit Hounsfield meg én tudunk az orvostudományról meg fiziológiáról, egy elég kis receptpapírra is le lehetne írni. A későbbiekben aztán bebizonyosodott, hogy a CT-technológia ennek a területnek a legfontosabb diagnosztikai újítása volt a röntgensugarak felfedezése óta.   

## Családja
Allan M. Cormack és Barbara Seavey 1950-ben házasodtak össze. Három gyermekük született, Margaret, Jean és Robert.
Allan McLeod Cormack 1998. május 7-én halt meg rákbetegségben, a massachusettsi Winchesterben. 